# 閻嗣科
閻嗣科（16世紀—17世紀），字斗樞，山西汾州府介休縣人，明朝政治人物。

## 生平
閻嗣科是萬曆三十七年（1609年）的舉人，崇禎七年（1628年）成進士，獲授平山知縣，在該處禁奸除暴、興利除害、作士愛民，調任南宮得士民挽留；再於六年（1633年）轉為元氏知縣，防衛入侵流寇、暫緩地方徵稅，到十一年（1638年）考選為南京江西道御史。

## 引用
1. 1 2  嘉慶《介休縣志·卷九·人物》：閻嗣科，字斗樞，生有異姿，弱冠舉於鄉，崇正戊辰登進士，授平山知縣，累調南宮、元氏俱有賢聲，以最薦擢江西道御史，巡察南京。
2. ↑  嘉慶《介休縣志·卷六·選舉》：己酉科 萬厯三十七年（舉人） 閻嗣科 詳進士……戊辰科劉若宰榜 崇正元年（進士）……閻嗣科 厯官江西道御史，巡按南京，有傳
3. ↑  咸豐《平山縣志·卷五·職官志》：閻嗣科，山西介休人，天啟七年【崇禎元年】任，禁奸除暴剛斷有為，興利去害作士愛民；調南宮，百姓臥轍攀援。後崇禎六年任元氏，流寇正棼，嗣科率眾禦之，四境蒙安，十一年擢南京御史。
4. ↑  光緒《元氏縣志·卷八·官師志》：閻嗣科，山西介休進士，崇正六年任，多病耐勞，時值流寇擾，科率眾禦之，四境蒙安，更能緩徵薄斂，念切民瘼，十一年考選南京御史，民為建祠立碑。